# Riksenheten för säkerhetsmål
Riksenheten för säkerhetsmål i Sverige är en åklagarkammare på Åklagarmyndigheten. Den är en av de tre riksenheterna som ingår i Nationella åklagaravdelningen och ansvarar för mål och ärenden som handläggs vid säkerhetspolisen.